# Ted Arison
Theodor „Ted“ Arison (hebrejsky: תאודור "תד" אריסון, žil 24. února 1924 – 1. října 1999) byl izraelsko-americký podnikatel a filantrop. Podnikat začal ve Spojených státech v oblasti provozovatele zámořských a výletních lodí a postupně přebudoval svoji společnost Carnival Cruise Lines na Carnival Corporation & plc, která je dnes největším světovým provozovatelem zámořských lodí. Kromě toho byl předsedou Arison Holdings, který je majoritním vlastníkem největší izraelské banky ha-Po'alim, a majoritním vlastníkem či investorem desítek dalších společností.

## Biografie

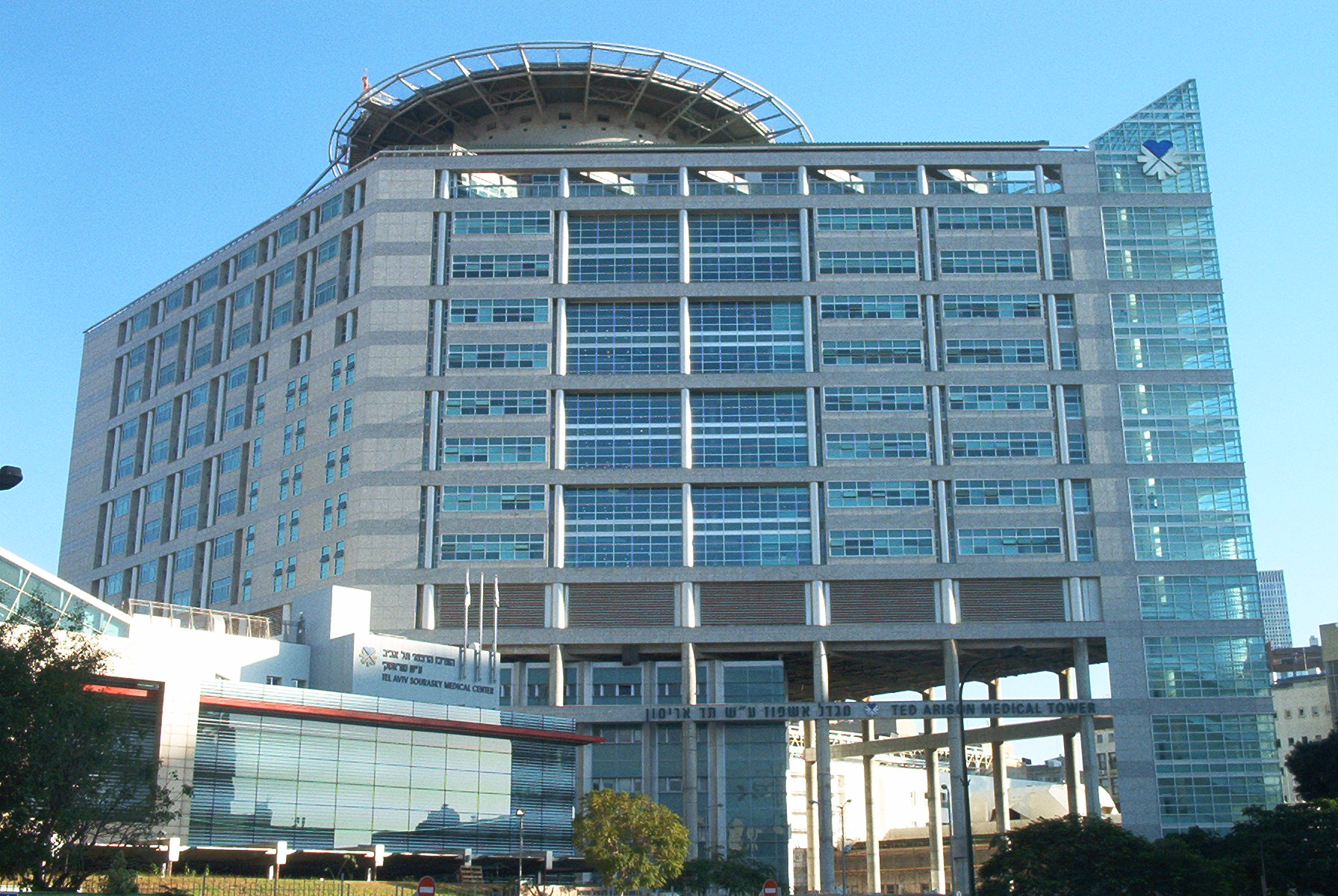
Ted Arison Medical Tower, která je součástí telavivské nemocnice Ichilov, byla postavena díky prostředkům Teda Arisona a jeho dcery Šari

Narodil se v Tel Avivu ještě za dob britské mandátní Palestiny a do rodiny rumunských Židů, kteří v zemi izraelské žili již třetí generací. Jeho otec Me'ir Arison byl multimilionářský magnát, vlastnící největší lodní společnost v mandátní Palestině. V šestnácti letech nastoupil ke studiu inženýrství na Americké univerzitě v Bejrútu, avšak během druhé světové války studium přerušil a bojoval v řadách Židovské brigády v britské armádě, a to v Itálii a Německu, přičemž dosáhl hodnosti podpraporčíka. Po válce převzal po smrti otce rodinnou rejdařskou společnost M. Dizengoff and Co., kde působil v letech 1946 až 1951. Během izraelské války za nezávislost sloužil jako komunikační důstojník 7. brigády izraelské armády.
V roce 1948 se oženil s Minou Wassermanovou a o rok později se jim narodil syn Micky. V roce 1952 ukončil své podnikatelské aktivity v Izraeli a přestěhoval se do Spojených států. Důvodem imigrace bylo dle jeho slov bránění svobodného podnikání ze strany izraelské vlády. Po svém příjezdu se věnoval zkraje lodní nákladní přepravě, ale prodělal v důsledku Korejské války. V roce 1957 s mu narodila dcera Šari a dva roky na to založil nákladní leteckou společnost Tran-Air. Tu však nakonec roku 1966 prodal a přestěhoval se z New Yorku do Miami. Rozvedl se s manželkou a v roce 1968 se oženil s Marylin B. Hersh Linovou, se kterou měl syna Michaela.
Po příchodu na Floridu založil společnost Arison Shipping Company a v roce 1972 pak společně s Mešulamem Riklisem společnost Carnival Cruise Lines, která se specializovala na výletní plavby. Z počátku však příliš úspěšný nebyl. V roce 1974 odkoupil Riklisův podíl ve firmě a počátkem 80. let vykazoval již zisky v milionech dolarů. Tehdy začal diverzifikovat své portfolio a vedení ve firmě předal roku 1980 nejstaršímu synovi Mickymu. Mimo jiné začal provozovat kasíno a hotely na Bahamách, ve Spojeném království založil společnost specializující se na přepravu těžkých nákladů a začal podnikat i v oblasti bankovnictví. Koupil newyorskou bankovní instituci Ensign Bank s cílem jejího sloučení s dalšími menšími bankovními instituty. V této oblasti se mu však nedařilo, a nakonec v září 1990 byla americká federální vláda nucena převzít kontrolu nad bankou v důsledku velkých finančních ztrát.
V roce 1988 stál u založení basketbalového klubu Miami Heat, který dnes vlastní jeho syn Micky. V roce 1991 odešel z Carnivalu a vedení společnosti předal Mickymu. Začal se věnovat filantropii; v Izraeli a Spojených státech založil nadaci Arison Foundation a věnoval finanční prostředky na výzkum, vzdělání, kulturu a zdravotnictví.
V roce 1990 zažádal o izraelské občanství a po návratu do Izraele založil společnost Arison Investments a zaměřoval se na skupování a zakládání společností v oblasti hi-tech průmyslu, komunikací, nemovitostí a stavebního průmyslu. V roce 1992 časopis Forbes odhadl jeho majetek na 6 až 10 miliard dolarů a zařadil jej mezi 400 nejbohatších lidí světa. V následujících letech se již do žebříčku nezařadil, neboť své jmění rozdělil mezi své děti. V roce 1994 zakoupil v privatizaci od Histadrutu většinový podíl ve stavební společnosti Šikun Ufitua. V roce 1997 vedl konsorcium, které v privatizaci zakoupilo kontrolní podíl v největší izraelské bance ha-Po'alim za 1,1 miliardu dolarů.
Dlouhá léta bojoval s rakovinou krku. Zemřel ve svém domě v Tel Avivu ve věku 75 let na infarkt myokardu.